# Mansourah (distrito)
Mansourah é um distrito localizado na província de Tremecém, no noroeste da Argélia. Em 2008, sua população era de 78 606 habitantes.